# Oscar Thompson Filho
Oscar Thompson Filho (São Paulo, 16 de outubro de 1910 - Belém, 13 de março de 1975) foi um político brasileiro.
Foi ministro da Agricultura no governo Humberto de Alencar Castelo Branco, de 15 de abril a 16 de junho de 1964.